# Lope lunai gróf
Lope (1315/20 – Pedrola, Aragónia, 1360. június 19.), nevének magyar megfelelője a Farkas, spanyolul: Lope de Luna, spanyol származású aragóniai főnemes (ricohombre), Luna grófja, Quinto bárója és Sogorb ura, Aragónia kormányzója. Luna Mária aragóniai királyné apja.

## Élete
Édesapja III. Artal lunai úr (–1323/29), Lope Ferrench lunai úr (–1304) és Eva Ximénez de Urrea fia.
Édesanyja I. Konstancia, Sogorb úrnője, Aragóniai Jakab sogorbi úr és Sancha Fernández lányaként III. Péter aragón és szicíliai király unokája természetes (fattyú) ágon.
Édesanyja és első felesége, Jolán (1310–1353) aragón infánsnő révén, aki az ő másodfokú unokatestvére és IV. Péter aragóniai király nagynénje volt, Lope rokonságban állt a Barcelonai-házzal. Lope grófot származása, rokonsága és a korona iránti hűsége miatt IV. Péter aragóniai király kinevezte Aragónia kormányzójává 1347-ben, mikor a nemesek az aragón király öccse vezetésével fellázadtak IV. Péter ellen, aki miután a felesége és az addig egyetlen fia  közvetlenül a szülés után meghalt, az addigi trónöröklési törvények ellenében, mely szerint csak fiú örökölheti a trónt, legidősebb lányát, Konstanciát jelölte trónörökösnek. IV. Péter 1348-ban a szolgálataiért cserébe Luna grófjává léptette elő. Lope rokonságban állt XIII. Benedek avignoni ellenpápával, aki a Luna család egy másik ágából származott és eredeti neve Pedro Martínez de Luna volt. Lope halála után, fia nem lévén idősebbik leánya, Mária örökölte a birtokait.

## Gyermekei
- 1. feleségétől, Jolán (1310–1353) aragón infánsnőtől, II. Jakab aragóniai király legkisebb gyermekétől és Tarantói Fülöpnek (1297–1330), Rhómánia despotájának,[4] I. (Anjou) Fülöp tarantói herceg másodszülött fiának az özvegyétől, 1 leány:[5]
  - Jolán (megh. fiatalon)
- 2. feleségétől, Brianda d'Agoult (1335 körül–1406) provanszál származású úrnőtől, Foulques d'Agoult-nak, Sault urának és Alasacie des Baux-nak a lányától, 2 lány:
  - Mária (1353–1406), I. Mária néven Luna grófnője, Quinto bárónője, Sogorb (Segorbe) úrnője, férje Idős Márton aragón infáns (1356–1410), 1396-tól aragón király, 4 gyermek, többek között:
    - Ifjú Márton (1374/75/76–1409) aragón infáns, 1392-től I. Márton néven szicíliai király

  - Brianda (–1412 körül), 1. férje Lope Ximénez de Urrea, elváltak, 2. férje Cornel Lajos (Luis Cornel), Alfajarín ura (–1403), a 2. házasságából 3 gyermek:
    - Ferenc Lajos (Francisco Luis Cornel), Vall de Almonacid[6] ura
    - Brianda (Brianda Cornel)
    - Eleonóra (Leonor Cornel)
- Házasságon kívüli kapcsolatból, María de Altura úrnőtől:
  - Ferdinánd, Fernando López de Luna (–1411), Ricla ura, felesége Emilia Ruiz de Azagra, Villafeliche úrnője, 1 fiú:
    - János, Juan de Luna, Ricla és Villafeliche ura, voltak utódai